# Aumessas
Aumessas település Franciaországban, Gard megyében. Lakosainak száma 252 fő (2022. január 1.). Aumessas Arre, Arrigas, Bez-et-Esparon, Dourbies, Mars és Bréau-Mars községekkel határos.

## Népesség
A település népességének változása:
| Lakosok száma | 204  | 213  | 200  | 228  | 233  | 232  | 228  | 230  | 230  | 252  |
|               | 1968 | 1982 | 1990 | 2006 | 2013 | 2015 | 2017 | 2019 | 2020 | 2022 |